# 7ЕДЕМ
7ЕДЕМ (Cедем) е българска група създадена през 2000 г. Музиката и текста на всички песни се пишат от Атанас Хубчев.

## История
През лятото на 2000 г. групата издава първия си сингъл – „Още една бира por favor“, а през 2001 г. първия албум „Всички сме луди“
През 2003 е записан сингъл – баладата „За първи път“ която достига до първо място в класацията на БГ радио „Нашите 20“ както и до седмо в „Българския топ 100“ на БТВ, телевизия ММ класира клипа на парчето на 3-то място в „ММ Топ 20“, следващият сингъл е „Следи в очите“ от 2004 в стил боса нова.
През 2004 г. групата записва заедно с Любо от „Те“ авторското си парче „Sunshine of my life“ което от 2004-'09 г. е заглавна песен на предаването „Море от любов“ по БТВ.
През 2008 г. излиза сингъла „А това трябва да е любов“ в чийто клип попадат архивните кадри от бразилско-европейското турне през 2006 г.
Групата участва в „Аполония“ 2008, „Футболист на годината 2008“, „Кръстопът“ 2009, „Spirit of Burgas“ 2011, „OnFest“ 2011, фестивалите на „Кметско пиво“ 2008, 2009, 2010 и 2011.
Работят по следващия си албум с работно заглавие „SEEEX!“
През цялото си съществуване групата се е отличавала с изпълнения на живо. Един от примерите за това е участието на фестивала 'Аполония' 2008.

## Дискография

### Всички сме луди
1. Интро
2. Много съм хубав, хубав
3. Искам просто да запаля
4. Всички сме луди
5. Нощта ще ме води там
6. Десет малки не гърчета
7. Владо Маршрутката
8. Навън вали
9. Твойта стая в студентски град
10. Още една бира por favor

### А това трябва да е любов
1. А това трябва да е любов
2. За първи път
3. Sunshine of my life
4. Следи в очите
5. La bomba